# Mylabris thamii
Mylabris thamii là một loài bọ cánh cứng trong họ Meloidae. Loài này được Kocher miêu tả khoa học năm 1963.